# Saint-Martin-sur-Ouanne
Saint-Martin-sur-Ouanne ist eine Commune déléguée in der französischen Gemeinde Charny Orée de Puisaye mit 364 Einwohnern (Stand: 1. Januar 2022) im Département Yonne in der Region Bourgogne-Franche-Comté.
Von 1996 bis 2014 gehörte Saint-Martin-sur-Ouanne zur Communauté de communes de la Région de Charny.
Saint-Martin-sur-Ouanne wurde am 1. Januar 2016 mit 13 weiteren Gemeinden, namentlich Chambeugle, Charny, Chêne-Arnoult, Chevillon, Dicy, Fontenouilles, Grandchamp, Malicorne, Marchais-Beton, Perreux, Prunoy, Saint-Denis-sur-Ouanne, Villefranche zur Commune nouvelle Charny Orée de Puisaye zusammengeschlossen. Die Gemeinde Saint-Martin-sur-Ouanne gehörte zum Arrondissement Auxerre und zum Kanton Charny.

## Geographie
Saint-Martin-sur-Ouanne liegt etwa 38 Kilometer westnordwestlich von Auxerre an der Ouanne und seinem Nebenfluss Branlin.

## Bevölkerungsentwicklung
| Jahr                      | 1962 | 1968 | 1975 | 1982 | 1990 | 1999 | 2006 | 2013 |
| Einwohner                 | 587  | 527  | 414  | 394  | 370  | 378  | 595  | 441  |
| Quelle: Cassini und INSEE |      |      |      |      |      |      |      |      |

## Sehenswürdigkeiten
- Kirche Saint-Martin, seit 1929 Monument historique
- Kapelle Notre-dame-de-Pitié
- Kapelle von Ponnessent
- Domäne und Schloss Hautefeuille

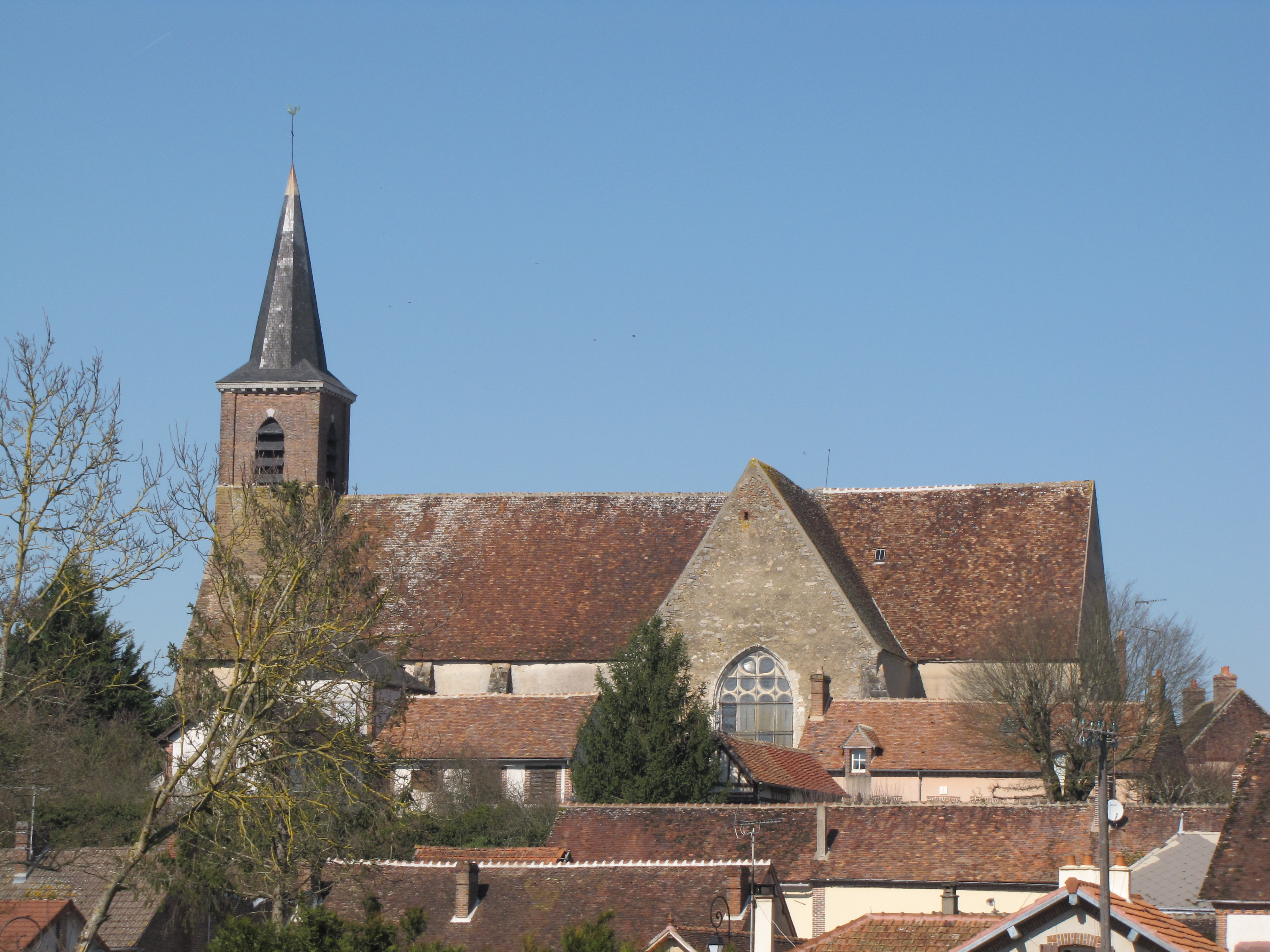
Kirche Saint-Martin
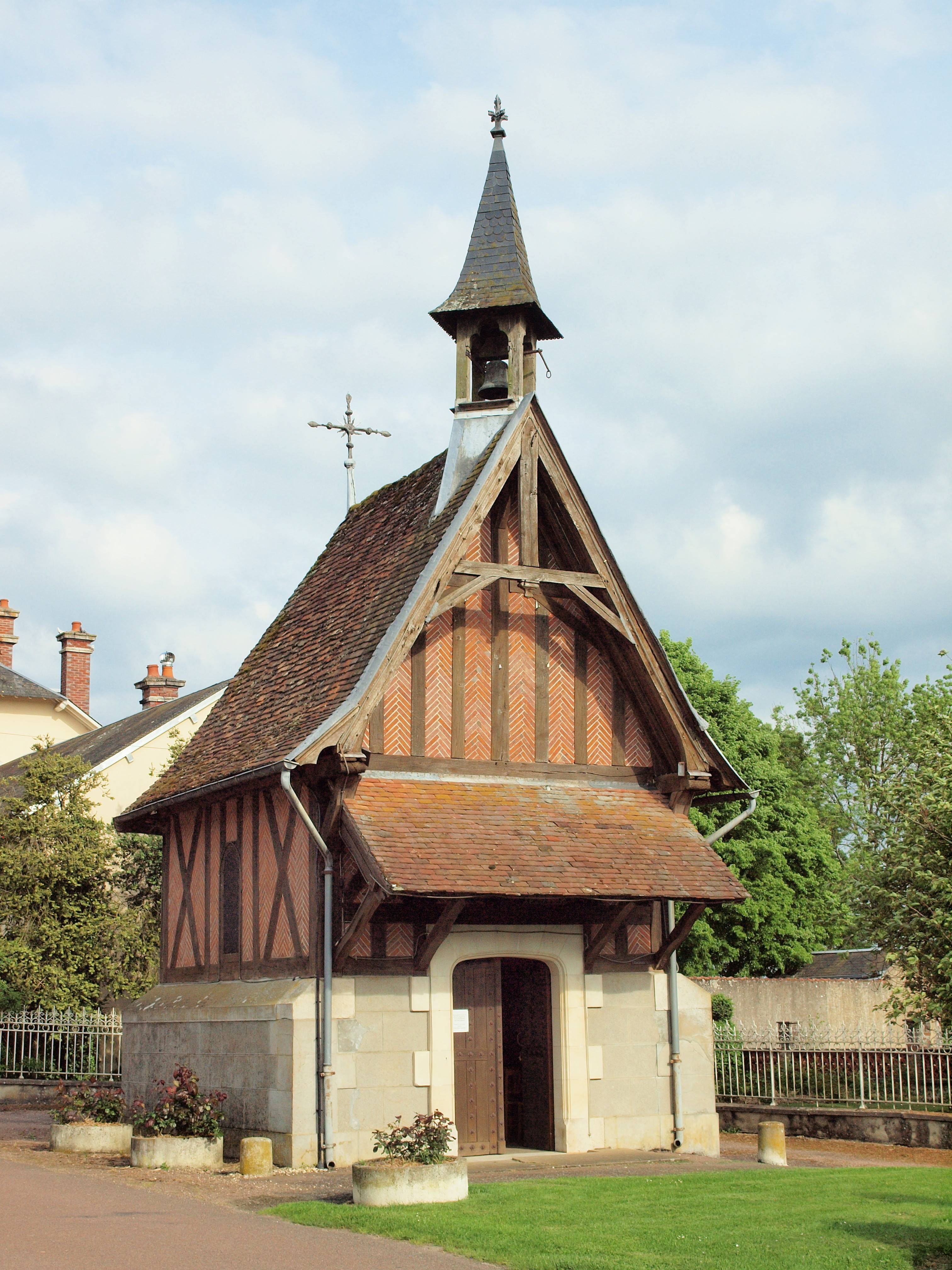
Kapelle Notre-Dame-de-Pitié
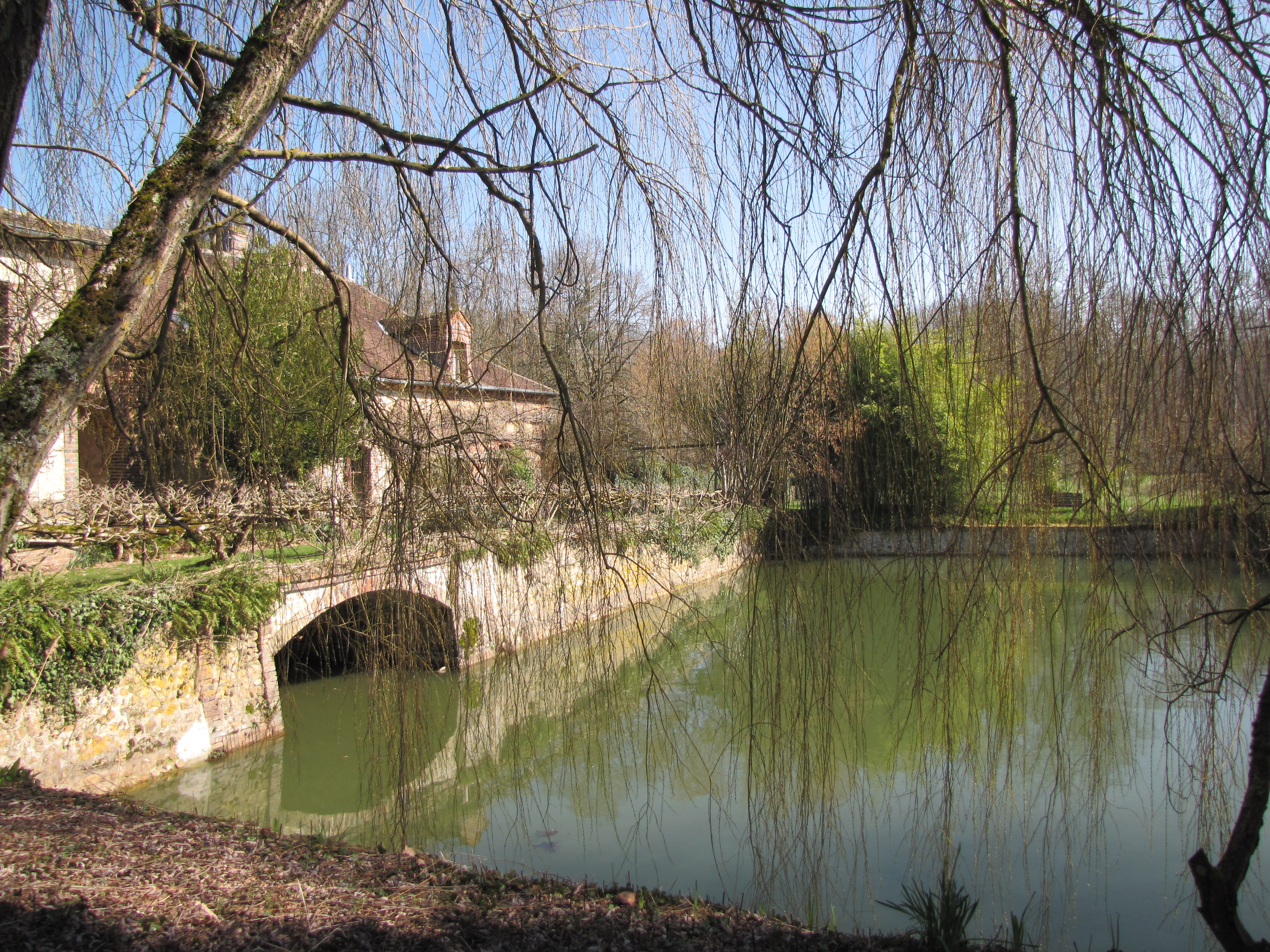
Schloss Hautefeuille